# Mercedes-Benz OM 86

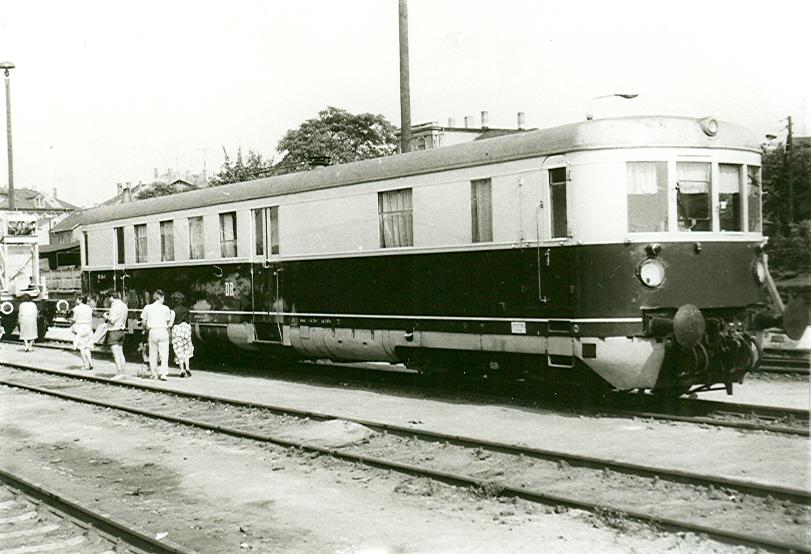
Die ersten Triebwagen mit Mercedes-Benz-OM-86-Motor waren Einheitstriebwagen mit Einheitsgrundriss, die VT 137 188-190

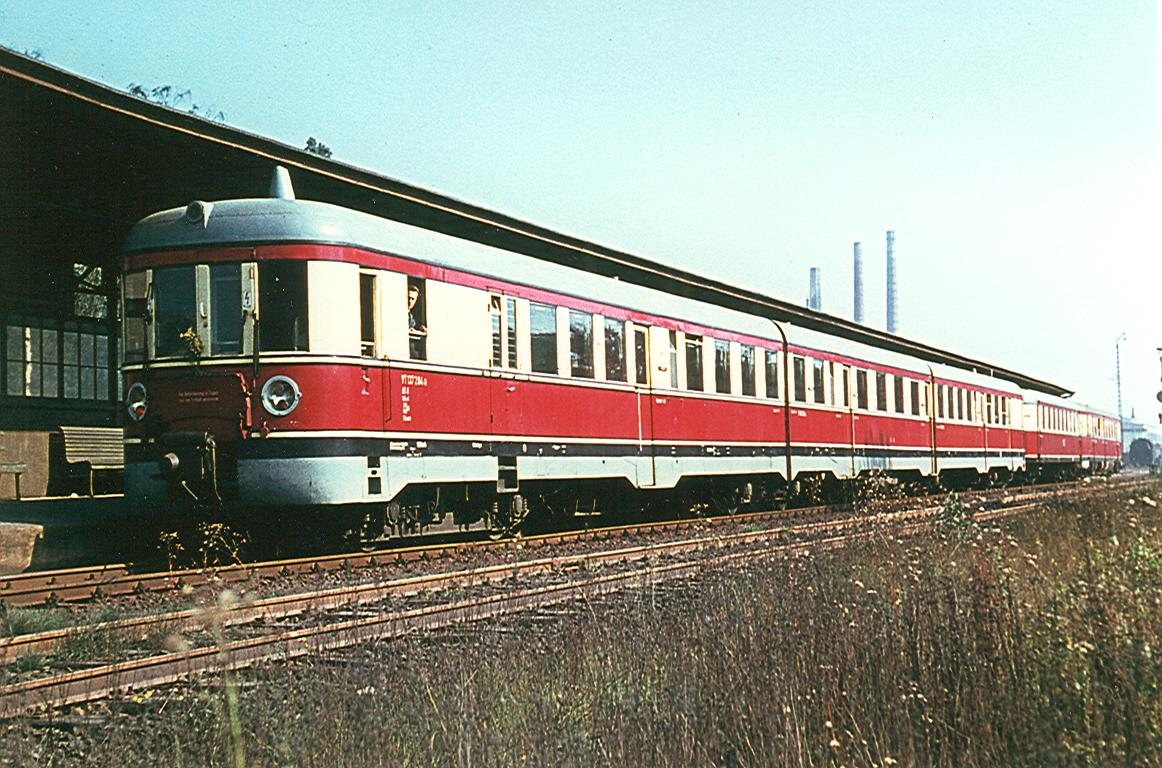
Auch zwei Triebwagen der Reihe Ruhr dreiteilig, die VT 137 286-287 besaßen OM-86-Motoren

Der 12-Zylinder-Viertakt-Dieselmotor Mercedes-Benz OM 86 war ein schnelllaufender Dieselmotor von Mercedes-Benz zum Einbau in schnelle Triebwagen der Deutschen Reichsbahn. Der Motor wurde 1937 zum ersten Mal verwendet und ab 1938 als MB 806 bezeichnet. Er wurde in fünf Exemplaren in Triebwagen der Vorkriegsbauart eingebaut und war die Weiterentwicklung des Mercedes-Benz OM 85. Die Leistungssteigerung gegenüber diesen Motoren wurde durch eine Vergrößerung des Zylinderdurchmessers erreicht. Gegenüber den im Triebwagenbau vorherrschenden Dieselmotoren von Maybach-Motorenbau und MAN besaßen die Motoren einige konstruktive Änderungen. Nach dem Zweiten Weltkrieg wurden 12-Zylinder-Viertakt-Dieselmotoren in Dieseltriebwagen, unter anderem die Reihe Mercedes-Benz MB 836, bekannt.

## Aufbau und Bauteile

### Grundaufbau
Der Motor ist ein Saugmotor und hat eine Vorkammereinspritzung des Kraftstoffes. Er bestand aus einem Kurbelgehäuse aus Silumin, je drei Zylinder von dem Motor waren als ein Gussstück aus Grauguss hergestellt und mit dem Kurbelgehäuse verschraubt. Die beiden V-förmig angeordneten Zylinderreihen lagen ohne Versatz gegenüber. Im Gegensatz zu dem Maybach GO 5 waren bei dem OM 86 auf der rechten Seite gabelförmige Pleuelstangen verwendet worden. Ebenso sind jeweils drei Zylinderköpfe in einem Gussblock zusammengefasst. Die Zylinderlaufbuchsen waren aus Gusseisen und einzeln austauschbar.
Die Kurbelwelle war siebenfach im Kurbelgehäuse gelagert. Sie war einsatzgehärtet. Bei zwei Motoren wurden die Kurbelwellen aus nitriertem Stahl, die gegenüber den herkömmlich hergestellten Kurbelwellen den dreifachen Preis kosteten, hergestellt. Die Lagerung im Kurbelgehäuse war in Gleitlagerung ausgeführt. Es wurden vorrangig die Thermodur-Lagerung (mit Stützschale aus Stahl sowie eingeschleuderter Bronze) für die Lagerung der Kurbelwelle im Gehäuse und für die Lagerung der Pleuel auf der Kurbelwelle verwendet, für die zwei mit Kurbelwellen aus nitriertem Stahl verwendeten Motoren wurden sogenannte Admos-Lager (Hublager mit eingegossener Lagerlaufschicht) verwendet. Die Pleuellagerung mit dem Kolben war die übliche einteilige Bronzebuchse.
Ebenso gab es auch Varianten in der Wahl des Kolbens. Anfangs wurden solche aus Leichtmetall verwendet, später wurden während der planmäßigen Unterhaltung im Ausbesserungswerk solche aus geschmiedetem Material verwendet.

### Kraftstoffsystem und Motorsteuerung
Der Motor arbeitet nach dem Vorkammerprinzip der Kraftstoffeinspritzung. Für jede Zylinderseite wurde eine eigene Dieseleinspritzpumpe verwendet, sie waren von Bosch hergestellt und lagen im V des Motors hintereinander angeordnet. Beide Einspritzpumpen besaßen einen gemeinsamen Spritzversteller, der zwischen Pumpenantriebsrad und erster Pumpe eingefügt war. Motorregler und Einspritzpumpe wurden über ein Kegelradantrieb vom Antrieb der Nockenwelle aus betätigt. Gesteuert wurde der Motor nach dem Prinzip der Drehzahlregelung in fünf Stufen. Die zum Vorglühen eingesetzten Glühkerzen waren durch ein eigenes 12-V-Netz versorgt, das von einer eigenen Lichtmaschine gespeist wurde. Die Lichtmaschine arbeitete auf eine Pufferbatterie und war am Dieselmotor querliegend angeordnet, angetrieben wurde sie von dem Abtrieb der Nockenwelle.
Der Dieselmotor wurde mit Drehzahlregelung in fünf Stufen betrieben. Der zugehörige Drehzahlsteller war elektrisch angetrieben.

### Kühl-, Schmier- und Luftsystem
Der Motor war wassergekühlt. Die Kühlanlage war in der damals üblichen Weise im Maschinendrehgestell und unterflur angeordnet.
Der Motor wurde wie alle Großdieselmotoren mit Druckumlaufschmierung betätigt, das Drucköl wurde von zwei einstufigen Zahnradpumpen gefördert.

## Technische Daten
| Kenngröße                      | Einheit    | Wert   | Bemerkung    |
| ------------------------------ | ---------- | ------ | ------------ |
| Nennleistung                   | kW         | 331    | 450 PS       |
| Nenndrehzahl                   | min−1      | 1400   |              |
| Leerlaufdrehzahl               | min−1      | 600    |              |
| Zylinderanzahl                 |            | 12     |              |
| Zylinderdurchmesser            | mm         | 165    |              |
| Kolbenhub                      | mm         | 195    |              |
| Hubvolumen                     | l          | 50     |              |
| mittlere Kolbengeschwindigkeit | m/s        | 9,1    |              |
| mittlerer Arbeitsdruck         | bar        | 5,6    |              |
| Einspritzdruck                 | bar        | 95     |              |
| höchster Zünddruck             | bar        | 58     |              |
| Kraftstoffverbrauch            | g/PSh      | 200    | bei Volllast |
| Verdichtungsverhältnis         |            | 17     |              |
| Motormasse                     | kg         | 2500   | mit Zubehör  |
| Motorlänge                     | mm         | 1964   |              |
| Motorbreite                    | mm         | 1240   |              |
| Motorhöhe                      | mm         | 1554   |              |
| Beschaffungspreis              | Reichsmark | 43.176 |              |

## Mit dem Motor zur Auslieferung ausgerüstete Fahrzeuge
Von Werk aus wurden die drei Triebwagen VT 137 188 bis 190 sowie die zwei VT 137 286-287 mit diesem Motor ausgerüstet. Weitere Motoren sind erst nach dem Zweiten Weltkrieg mit der Nachfolgebauart Mercedes-Benz MB 836 bekannt.

## Betriebserfahrungen
Von den in der Literatur erwähnten Motoren liegen keine Angaben über Bewährung und Laufleistung in der Literatur vor. Die beiden Ruhrtriebwagen liefen bis zum Kriegsende so gut wie überhaupt nicht, und über die Einheitstriebwagen liegen keine Angaben vor. Zumindest zwei von ihnen erreichten nach 1945 eine Einsatzzeit bis 1965 bei der DB bzw. bis 1976 bei der DR der DDR. Mit welchen Motoren, ist aus den Unterlagen nicht ersichtlich. Bei dem Fahrzeug von der DB ist bekannt, dass er in einem Triebwagenumlauf auf dem Schnellzug von Frankfurt am Main nach Regensburg (342 km) eingesetzt wurde, er wechselte sich dabei mit dem Triebwagen DR 137 271 und 272 auf dieser Relation ab.